# Псилотові
Псило́тові (Psilotaceae) — родина схожих на папороті рослин, єдина у своєму класі, що складається з двох родів: псилот (Psilotum) і тмезіптеріс (Tmesipteris).
Представники цих родів дуже відрізняються, і деякі класифікації розміщають рід тмезіптеріс у своїй власній родині (Tmesipteridaceae), але більшість продовжують розглядати ці роди разом. Вся родина споріднена з папоротями і хвощами, і разом з ними належить до групи Moniliformopses.
Рослини не мають коріння та справжнього листя.
Провідна система складається з ксилеми та флоеми, що знаходиться у стеблах.
Такі тканини властиві всім судинним рослинам, але у псилотових ні флоема, ні ксилема не заходять у листовидні придатки, тому ці придатки не вважають справжнім листям.
Фотосинтез здійснюється здебільшого у стеблах.